# EVS Broadcast Equipment
EVS Broadcast Equipment, comunemente conosciuta come EVS, è una azienda specializzata nella produzione di video server per produzioni televisive. I suoi prodotti sono diventati uno standard di riferimento: XT3 video server rende possibile la creazione, il montaggio, il trasferimento e la messa in onda di contenuti audio-video; XT3 è forse il sistema video server più utilizzato per la riproposizione di replay durante eventi sportivi. Ogni giorno circa 5 000 operatori utilizzano prodotti EVS nelle loro produzioni televisive. EVS ha raggiunto importanti traguardi nella ricerca di migliori compressioni audio-video e nella elaborazione delle immagini, come ad esempio la aggiunta di metadati, cercando di mantenere la sua posizione di riferimento nella migrazione dall'analogico al digitale delle produzioni televisive. EVS ha sede a Liegi, in Belgio.

## Produzione Televisiva Tapeless
Il palinsesto delle reti televisive è fatto principalmente di immagini registrate precedentemente alla messa in onda che, fino a poco tempo fa, venivano riversate su nastri. Gradualmente il montaggio lineare (o editing su nastro) è stato sostituito da supporti digitali e l'editing non lineare è diventato sempre più presente sino ad arrivare ai nostri giorni, dove la tecnologia digitale sul disco rigido (non lineare, per definizione) è l'alternativa più comune.
Se da un lato si conferma la tendenza ad una migrazione verso questa tecnologia dall'altro ci vorranno ancora 5 o 6 anni per portare il livello di penetrazione disco rigido dal 30% al 70%. Le reti televisive hanno iniziato la migrazione a sistemi tapeless a partire alla fine del 1990.

## Storia della azienda
EVS è stata co-fondata nel 1994 da Pierre L'Hoest e Laurent Minguet. Tre anni dopo, l'azienda ha investito circa il 30% del suo capitale in fondi privati, una somma di circa 4 milioni di euro. Nel 1998, EVS è stata ammessa in borsa con una quotazione iniziale EUR 14.8 per azione ed il suo valore è stato stimato in 204 milioni di euro.
 In quello stesso anno, EVS ha acquisito VSE, una azienda di specializzata nella programmazione, guidata da Michel Counson. In tale operazione, VSE ha ricevuto azioni EVS per un valore approssimativo di 4,5 milioni di euro. Da allora EVS è diventata azienda di riferimento per lo sviluppo di prodotti basati su tecnologie di registrazione digitale su video server per eventi sportivi in diretta.
I prodotti EVS sono utilizzati principalmente su Regie mobili (OBvan), e permettono di registrare e riprodurre immagini di altissima qualità. Prima azienda ad introdurre un disco rigido nel campo delle registrazioni di immagini audio-video, EVS ha rivoluzionato la registrazione digitale professionale, fino a quel momento basata sul tradizionale nastro magnetico con Sony e Panasonic a dominare quella sezione di mercato. Dopo essersi consolidata come azienda di riferimento nel settore delle produzioni televisive a carattere sportivo, nel 2002 EVS ha ampliato la sua gamma di prodotti per poter aprire il suo mercato anche alla produzioni televisive da studio. Una mossa strategica che ha generato profitti per un +40%.
Nel 2001, Laurent Minguet lascia il suo ruolo per ricoprire la carica di direttore. Tre anni dopo, si dimette.
Inoltre EVS ha fondato nel 2004 XDC (diventata Dcinex), una azienda all'avanguardia nello sviluppo di sistemi di trasmissione in alta definizione per sale cinematografiche. Nel 2014 EVS ha ceduto la propria partecipazione a Dcinex.
Pierre Lhoest, in seguito alla riunione del Consiglio di Amministrazione tenutasi il 15 settembre del 2011, decide di lasciare il ruolo di amministratore delegato e direttore. Durante un breve periodo transitorio EVS viene gestita dal consiglio di amministrazione.
Nel 2012, EVS nomina Joop JANSSEN come amministratore delegato. Il 10 ottobre 2014 il Consiglio di Amministrazione, di comune accordo con Joop Janssen decidono di porre fine alla sua carica di amministratore delegato. Muriel De Lathouwer, che presiede il Comitato Strategico della azienda, nonché membro del Consiglio di amministrazione di EVS, viene nominato presidente del Comitato esecutivo ad interim.
Alla EVS sono stati conferiti molti premi internazionali.
.

## Si veda anche
- XT3
- Telecinema
- Videoregistratore
- Video server
- Cinema digitale
- Montaggio